# Firma spettrale

Firma spettrale del cielo in una giornata serena

La firma spettrale è una caratteristica che ogni materiale ha, ed è specifica per ogni combinazione di riflessi e assorbimenti delle radiazioni elettromagnetiche (EM) a diverse lunghezze d'onda. Conoscendo la firma spettrale di un oggetto, è possibile identificarlo univocamente.

## Formulazione
La firma spettrale di un oggetto dipende dalla lunghezza d'onda di un segnale EM incidente sulla superficie dell'oggetto in questione: {\displaystyle \rho (\lambda )}. Per determinare una firma spettrale, esistono diverse tecniche, come ad esempio mediante uno spettrometro; più comunemente però si ricorre alla separazione nei canali spettrali RGB e vicino infrarosso (NIR), come ad esempio nelle fotocamere digitali. La calibrazione delle firme spettrali sotto specifiche illuminazioni sono registrate per poter correggere immagini acquisite da velivoli o satelliti per telerilevamento.
Diversi tipi di superficie come l'acqua, il terreno spoglio o la vegetazione riflettono la radiazione in maniera differente in vari canali. La radiazione riflessa in funzione della lunghezza d'onda viene chiamata firma spettrale della superficie. Altro esempio più esplicativo riguarda la vegetazione, che nelle lunghezze d'onda del vicino infrarosso ha un'elevata radiazione, mentre è molto bassa nel canale rosso. Risulta quindi chiaro come sia facile scindere due tipi di superfici diverse grazie alla loro differente firma nei canali spettrali.

## Applicazioni
Molte applicazioni nel campo del telerilevamento processano immagini digitali per estrarre la firma spettrale e usano questa per segmentare o classificare l'immagine, assegnando a ciascuna classe un gruppo di firme spettrali. A seconda della risoluzione spaziale, un singolo pixel può venire a rappresentare una firma spettrale miscelata di più oggetti base.